# 게헨나

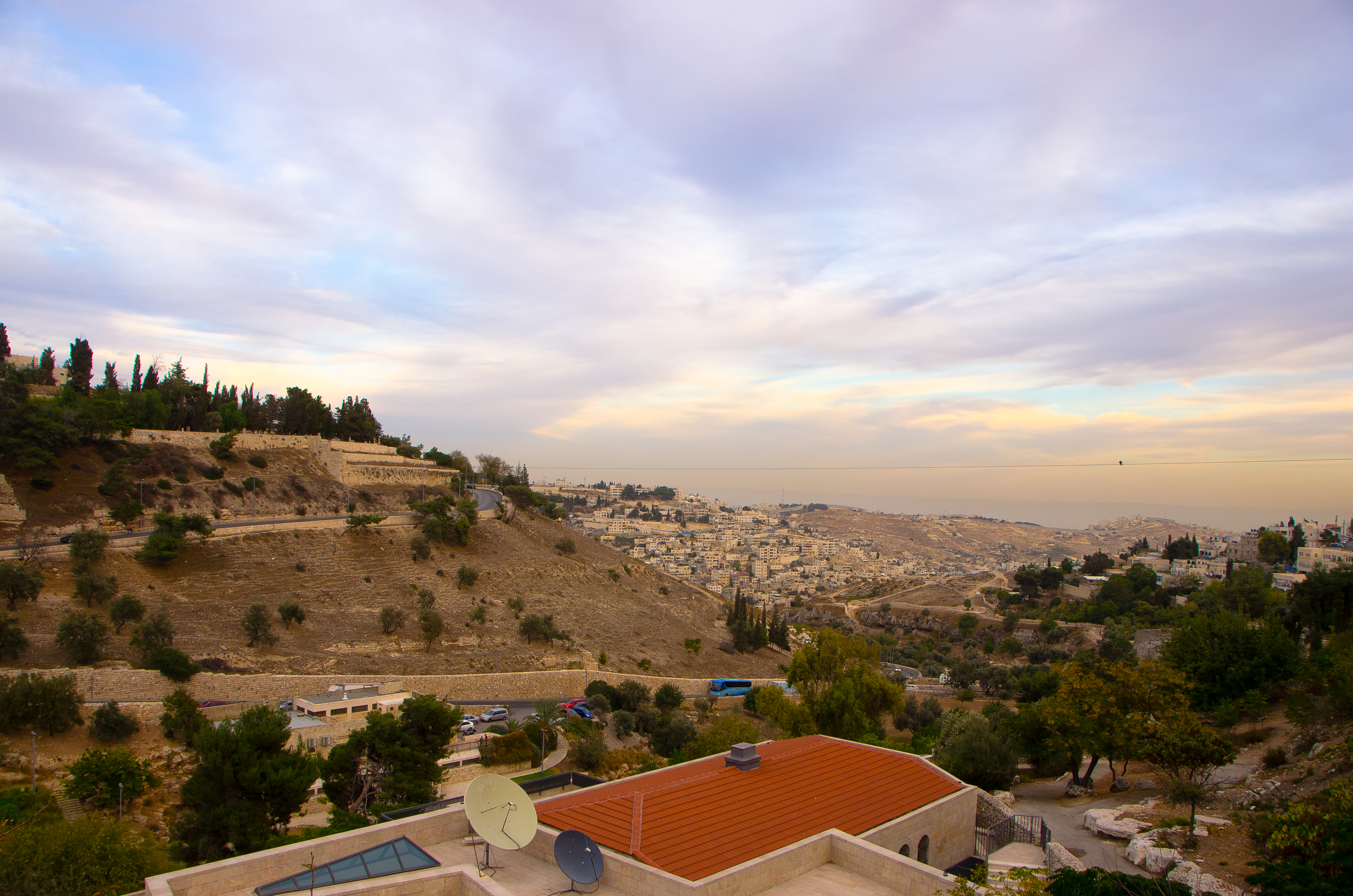

게헨나(Gehenna)는 서쪽과 남서쪽에서 예루살렘을 둘러싸고 있는 역사적인 계곡으로, 유대교 종말론에서 신의 형벌의 장소를 포함하여 다양한 신학적 의미를 획득했다.
이 계곡은 서쪽과 남쪽에서 예루살렘 구시가지와 인접한 시온산을 둘러싸고 있다. 이 계곡은 고대 예루살렘의 남동쪽 모퉁이에 있는 실로암 못 근처에 있는 구시가지 주변의 또 다른 주요 계곡인 기드론 계곡과 만나 합쳐진다. 계곡의 북서쪽 부분은 현재 도시 공원이다.
이곳은 히브리어 성경에서 유다 지파와 베냐민 지파 사이의 경계의 일부로 처음 언급된다(수 15:8). 제1성전 말기에는 유다 왕들 중 일부가 자기 자녀를 불로 제사했던 도벳이 있던 곳이었다(예레미야 7:31). 그 후 성경의 선지자 예레미야에게 저주를 받았다(예레미야 19:2~6).
후기 랍비 문헌에서 "게힌놈(Gehinnom)"은 악인들이 죄를 속죄하기 위한 목적지로서 신의 형벌과 연관되었다. 이 용어는 죽은 자의 거처인 보다 중립적인 용어인 셰올(Sheol)과는 다르다. 킹 제임스 성경은 이 두 가지를 앵글로색슨어인 지옥(hell)으로 번역한다.

## 같이 보기
- 지옥 (기독교)
- 천국 (기독교)
- 연옥 (기독교)